# Sergio Sollima
Sergio Alberto Sòllima (Roma, 17 aprile 1921 – Roma, 1º luglio 2015) è stato un regista, sceneggiatore, critico cinematografico e drammaturgo italiano.

## Biografia
Nel 1939 si iscrisse alla facoltà di giurisprudenza, che lasciò nel 1941 passando a frequentare il Centro sperimentale di cinematografia di Roma. Dal settembre 1943 militò attivamente nella Resistenza, esperienza determinante nella sua formazione umana. Ripresi gli studi cinematografici, dopo il diploma svolse attività di critico ("Cinema in U.S.A.", Edizioni A.V.E., 1947) e di autore teatrale. Scrisse la commedia L'uomo e il fucile, rappresentata nel 1948 per la regia di Luigi Squarzina, con Rossella Falk, Tino Buazzelli, Arnoldo Foà e un giovane Nino Manfredi, storia di un gruppo di partigiani coinvolti in un'azione per lo spionaggio americano.
Seguirono Gli uccisori, dramma ispirato a Il postino suona sempre due volte di James Cain e la farsa di impegno civile Apocalisse a Capri che venne interpretata nel 1951 da Mario Scaccia e da una debuttante Delia Scala; scrisse anche, assieme a Marcello Ciorciolini, la rivista I pallinisti, sulle idee fisse di cui gli uomini diventano preda, interpretata da Franco Parenti (anche regista), Luisa Rossi, Giusi Raspani Dandolo, Renzo Palmer al Piccolo Teatro di Milano nel 1957. Seguì Il destino si chiama A, rappresentata a Genova, che scatenò vivaci reazioni perché troppo all'avanguardia per i tempi. Nel 1954 fu tra gli sceneggiatori del film Tripoli, bel suol d'amore di Ferruccio Cerio.
Nel 1957 iniziò a lavorare al Teatro Arlecchino di Roma come regista di prosa leggera, e lì diresse la compagnia T58, con Gianni Agus, Gianni Bonagura, Valeria Moriconi, Roberto Paoletti, Franca Rame, e poi la T59, con Franca Valeri, Ugo Tognazzi, Maria Fiore, Gisella Sofio, Anna Campori, Luisella Boni in alcune serie di atti unici fra cui Tempo di ridere, in parte scritti da lui stesso (La Prima, Celestina e i vagabondi). Diresse anche Prima della prima di Sacha Guitry, interpretata da Raffaele Pisu, Gianni Bonagura, Valeria Moriconi.
Iniziò a lavorare nel cinema, come aiuto regista in Trieste mia (Mario Costa, 1951), Solo per te Lucia (Franco Rossi, 1952), Terra straniera e Baracca e burattini (Sergio Corbucci,1953). Collaborò anche con Alberto De Martino nei documentari d'inchiesta Intervista al cervello sulla vita dentro i manicomi e Turismo col pollice sui giovani che girano l'Europa in autostop. Lavorò poi come assistente di Domenico Paolella. Il suo vero esordio come regista cinematografico fu nel film L'amore difficile (1962) di cui diresse l'episodio Le donne.
Amico di Sergio Leone, negli anni sessanta fu uno dei più noti specialisti del genere spaghetti western, con una particolare propensione alla costruzione approfondita dei personaggi. I suoi western erano considerati "politici", perché caratterizzati da tematiche sociali, con riferimenti non nascosti alle lotte terzomondiste e a Che Guevara. Al rivoluzionario argentino è ispirato il personaggio di Cuchillo, interpretato da Tomas Milian nel dittico La resa dei conti (1966) e Corri uomo corri (1968), che divenne un simbolo per Lotta Continua e la sinistra italiana. Firmò anche un paio di lungometraggi con lo pseudonimo di Simon Sterling: Agente 3S3 - Passaporto per l'inferno (1965) e Agente 3S3 - Massacro al sole (1966). 
Dagli anni settanta, dopo alcune opere noir - Città violenta (1970), Il diavolo nel cervello (1972) e Revolver (1973) - si dedicò con successo alla realizzazione di opere ispirate alla produzione letteraria di Emilio Salgari, tra i quali spiccano lo sceneggiato televisivo Sandokan (1976) ed il film Il Corsaro nero (1976). Sandokan, interpretato da Kabir Bedi, nel ruolo del protagonista, riscosse un enorme successo di pubblico, diventando un vero "caso nazionale" (molti bambini nati tra il 1976 e il 1978 vennero chiamati Sandokan). Questo successo commerciale consentì al regista la produzione de Il Corsaro nero, sempre con Kabir Bedi protagonista.
Definito da Quentin Tarantino come "uno dei più grandi cineasti dello spaghetti western assieme a Sergio Leone e Sergio Corbucci", morì a Roma il 1º luglio 2015, a 94 anni. Il figlio Stefano, anch'egli regista, ha dedicato il film Suburra alla sua memoria.

## Filmografia

### Cinema
- L'amore difficile, episodio Le donne (1962)
- Agente 3S3 - Passaporto per l'inferno (1965)
- Agente 3S3 - Massacro al sole (1966)
- Requiem per un agente segreto (1966)
- La resa dei conti (1966)
- Faccia a faccia (1967)
- Corri uomo corri (1968)
- Città violenta (1970)
- Il diavolo nel cervello (1972)
- Revolver (1973)
- Il Corsaro Nero (1976)
- La tigre è ancora viva: Sandokan alla riscossa! (1977)
- Berlino '39 (1993)

### Televisione
- Sandokan – serie TV, 6 episodi (1976)
- I ragazzi di celluloide – miniserie TV, 3 episodi (1981)
- I ragazzi di celluloide 2 – miniserie TV, 3 episodi (1984)
- Uomo contro uomo – film TV in 2 parti (1989)
- Passi d'amore – miniserie TV, 2 episodi (1991)
- Solo per dirti addio – film TV (1992)

## Teatro

### Autore
- L'uomo e il fucile, regia di Luigi Squarzina (1947)
- Gli uccisori, Teatro delle Arti di Roma (1948)
- Apocalisse a Capri, Teatro dei Satiri di Roma, 10 marzo 1951.
- I pallinisti, insieme a Marcello Ciorciolini (1956)
- Il destino si chiama A (1956)
- La Prima (1956)
- Celestina e i vagabondi (1956)
- I punti d'incontro, una domanda di matrimonio (1959)

### Regista
- Non andartene in giro tutta nuda di Georges Feydeau (1958)
- Prima della prima di Sacha Guitry (1958)